# Dźwierzchno
Dźwierzchno – wieś w Polsce położona w województwie kujawsko-pomorskim, w powiecie inowrocławskim, w gminie Złotniki Kujawskie.
W latach 1975–1998 miejscowość administracyjnie należała do województwa bydgoskiego.

## Dawna nazwa
W czasie zaborów miejscowość ta nosiła nazwę Kaisertreu. W roku 1920 dekretem ministra W. Seydy z 30 stycznia 1920 r. nastąpiła zmiana nazwy na Dźwierzchno.

## Historia
Dźwierzchno to jedna z najstarszych wsi w Polsce, wspominana jest w dokumentach kościelnych z X wieku.
Źródła historyczne podają nazwę wsi w formach Dźwierzhno alias Dzwierzno, Dzvirstino, Drwisna; w roku 1390 pisano także Dzwirdzino. W XIX wieku wieś położona była w powiecie inowrocławskim.
Według katalogu biskupów kujawskich pierwszy biskup kruszwicki, Lucidus, założył tu kościół i przy nim został pochowany. Datę śmierci podaje katalog na rok 993.
Również i następcy jego: Laurentius (zmarły 1014) i Marcellinus (zmarły 1033) tu mają spoczywać (Mon. Pol. IV, 25).
W dokumentach z roku 1250 własność kościoła inowrocławskiego. W roku 1268 otrzymuje wieś drogą zamiany Ziemomysł, książę kujawski, wraz z młynem, jeziorem i winnicą. Kaplica kościelna pozostanie własnością prepozytury kruszwickiej (wieś posiada wówczas 17 łanów chłopskich Dok. 187, 13 i 213, 38). Wieś wspominana jest także w dokumentach z roku 1390 (K. W., n. 1894).
Wieś pierwotnie znajdowała się tam, gdzie dziś jest cmentarz – kilkaset metrów od dzisiejszego kościoła pw. Św. Katarzyny. Miejsce pierwotnego kościoła (pod tym samym wezwaniem) oznaczone jest drewnianym krzyżem. Znajduje się tam też tablica informacyjna mówiąca o istnieniu w tym miejscu grodu, drewnianego kościoła - miejsca rezydowania i pochowania wspomnianych powyżej biskupów kujawskich.
W wieku XIX wieś posiadała 8 domów, 80 mieszkańców w tym 60 ewangelików, 20 katolików. Analfabetów było 22. Kościół parafialny należał do dekanatu inowrocławskiego i administrowany był wspólnie z kościołem w Tucznie. Ówczesna stacja pocztowa i kolei żelaznych w Złotnikach (Guldenhof) była odległa o 7 kilometrów.
Współczesny kościół pw. Św. Katarzyny jest w stylu gotyckim, wg tablicy informacyjnej wewnątrz został ufundowany sumptem króla pruskiego w 1905r., wyświęcony 24.07.1907r. Odbudowany w 1978r. po pożarze z 13.10.1975 r.
W wieku XIX prowadzono na terenie wsi wykopaliska archeologiczne – pod wsią na roli gospodarza Michalskiego odkopano grób kamienny a w nim urnę czarną.